# Къща на Кнобелсдорф

Къщата на Кнобелсдорф е аристократична къща на площад „Стар пазар“ № 9 в гр. Потсдам, в непосредствена близост до Старото кметство на града.
Там е бил домът на Георг Венцеслаус фон Кнобелсдорф – придворния архитект на Фридрих Велики (крал на Прусия), който е проектирал много от дворците в Потсдам и Берлин.
Днес Старото кметство, къщата на Кнобелсдорф и стъкленият проход между тях, на чието място преди Втората световна война се е намирала къщата на Винделбанд, образуват заедно комплекса на Музея за Потсдам – музея на историята на града.

## Архитектура
Сградата е с почти равни височина и ширина. Разполагащата с 2,5 етажа сграда има 5 оси, насочени към площад „Стар пазар“. Изтъква се с плосък, триосен ризалит с триъгълен фронтон. Докато приземният етаж е снабден с надвеси над прозорците и ъглови рустики, белтажът (т. е. представителниян етаж) е подчертан от сводести прозорци, увенчани с маски на италийския бог на природата Фаунус, както и с извит балкон с грациозна балюстрада, носена от атланти на скулптора Фридрих Кристиан Глум.
Три парапетни скулптури на Йохан Петер Бенкерт, две от които са заменени с копия по време на реконструкцията, затварят ризалита в горната част. Скулптурите изобразяват римските богини Флора и Помона и в средата римския бог на сезоните Вертумн. Репликите на последните две са създадени от скулптора Хорст Миш от с. Капут край Потсдам.
- Флора
- Вертумн
- Помона

Огнезащитният фронтон от северната страна на къщата (откъм къщата на Винделбанд), който може да се види на някои стари снимки и картини, е бил заменен с четирискатен покрив още преди Втората световна война; реставрацията също е направена в този вид.

## История

### Строителство
Къщата на Кнобелсдорф е построена през 1750 г. по планове на Георг Венцеслаус фон Кнобелсдорф, на когото е наречена. Сградата, известна още като Къщата на Леман (по името на първия ѝ обитател), е проектирана по английски паладианистки мотиви, като Кнобелсдорф заимства фасадата от къщата Marble Hill House в Лондон, проектирана от английския архитект Роджър Морис през 1728 г.

### Втора световна война
Британското въздушно нападение над Потсдам през вечерта на 14 април 1945 г. нанася само незначителни щети на старото кметство. Няколкодневната артилерийска бомбардировка обаче от Червената армия по време на битките около Потсдам, продължили до 30 април 1945 г., унищожават целия сграден комплекс – къщата на Винделбанд и къщата на Кнобелсдорф.

### Възстановяване
Първоначално липсват средства за възстановяване на сградния ансамбъл, така че работата започва едва през 1960 г. Само фасадите и стълбището с купола на Старото кметство са били в състояние, позволяващо възстановителни дейности. През 1966 г. сградният ансамбъл е възобновен и открит с функция на културен център, който е кръстен на поета от работническата класа Ханс Марчуица. Къщата на Кнобелсдорф е напълно възстановена.
Отсреща на ъгъла на пл. Стария пазар № 17 трябва да бъде реконструирана къщата на Клингнер, която е построена от Йохан Буман по планове на Георг Венцеслаус фон Кнобелсдорф и която е загубена във войната. Заедно с къщата на Кнобелсдорф, къщата на Клингнер е формирала двойка срещулежащи сгради, които съответстват на триъгълните фронтони на южното крило на Потсдамския градски дворец от страната на пазара.